# Nisse Munck

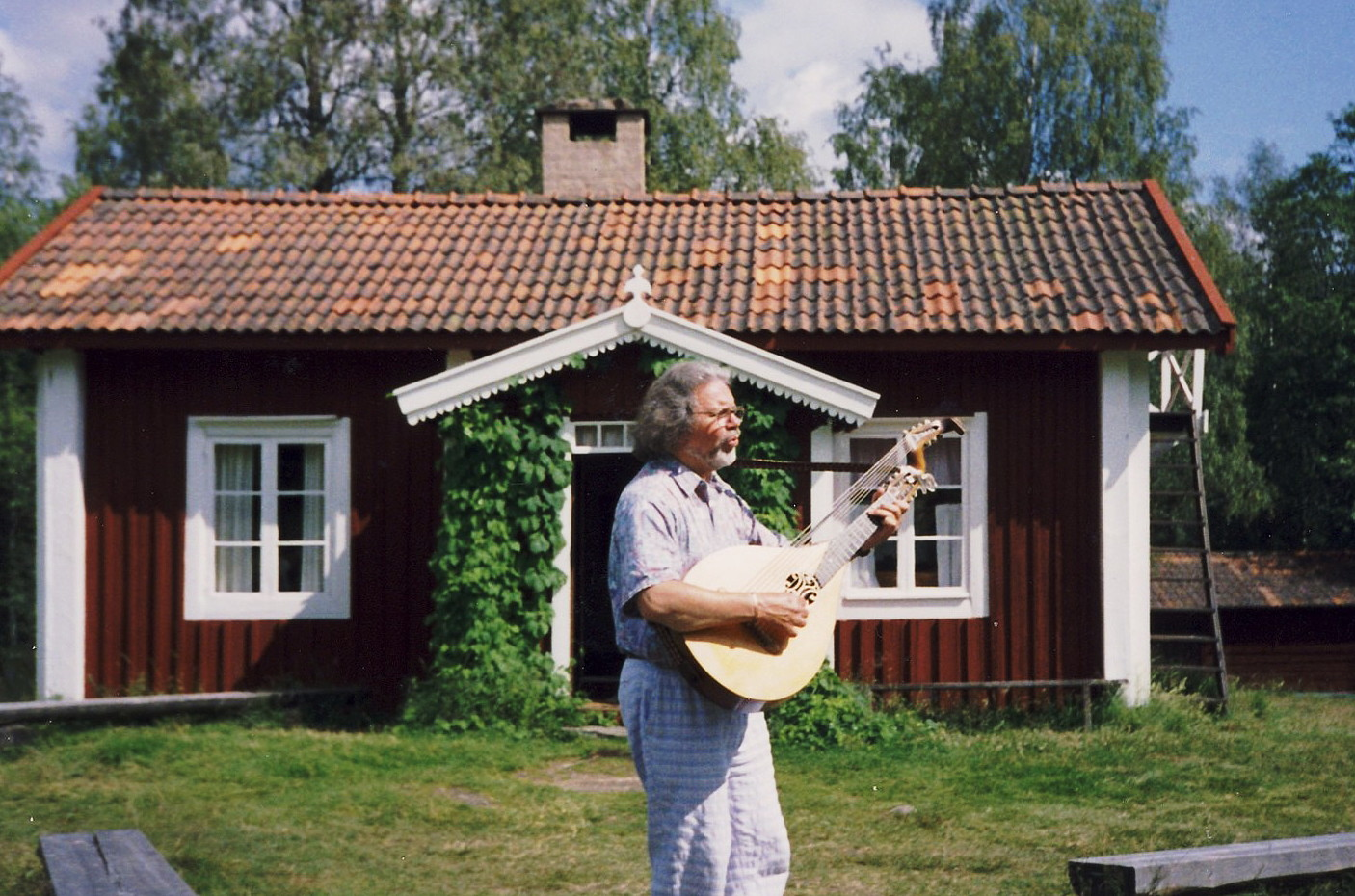
Nisse Munck och Luossastugan, 1993.

Nisse Munck, född 31 december 1932 i Fåsjöhyttan, Noraskogs kommun, död 15 december 2010 i Nora, Västmanland, Örebro län, var en svensk vissångare med främst Dan Andersson på repertoaren och tidigare (från 1977) guide vid Luossastugan.
Son till Karl Algot Olsson 1904-1980 och Agda Arvida född Eriksson 1907-1979

## Priser och utmärkelser
- 2004 – Dan Andersson-priset